# Łęknica (województwo warmińsko-mazurskie)
Łęknica (niem. Löcknick) – wieś w Polsce położona w województwie warmińsko-mazurskim, w powiecie kętrzyńskim, w gminie Srokowo.
W latach 1975–1998 miejscowość administracyjnie należała do województwa olsztyńskiego.
Łęknica jest wsią sołecką